# نورد في بي إن
نورد في بي إن (بالإنجليزية: NordVPN) هو عبارة عن تطبيق لعمل شبكة خاصة افتراضية. يعمل على مختلف أجهزة الكمبيوتر بأنظمة ويندوز ولينكس وماك أو إس. يوفر ايضاً تطبيقات لاجهزة الهاتف المحمول بنظاميها الأندرويد والـ آي او اس، وأجهزة التلفاز بأنظمة أندرويد تي في وإمكانية الإعداد اليدوي لأجهزة التوجيه اللاسلكية (راوتر الانترنت) وأجهزة التخزين الشبكي وغيرها. يتخذ نورد في بي ان من بناما مركزا له، حيث لا توجد هناك أي قوانين إلزامية للاحتفاظ البيانات، كما أنها ليست من أعضاء تحالف العيون الخمسة.

## التاريخ
- تم تطوير نورد في بي ان في عام 2012 على يد «أربعة اصدقاء من أيام الطفولة» بحسب الموقع الرسمي له.[3] وفي أيار من عام 2016 قام الشركة بإطلاق تطبيقها على منصة الاندرويد ثم الآي او اس في حزيران من العام نفسه.
- في تشرين الأول من عام 2017 قامت أيضا بإطلاق إضافة لمتصفح كروم وفي عام 2018 أطلقت تطبيقها لأجهزة أندرويد تي في. وحتى نهاية حزيران من عام 2018 امتلك نورد في بي ان أكثر من 4000 سيرفر للخدمة في أكثر من 62 دولة حول العالم.[4]

- في آذار من عام 2019، وردت تقارير عن أن نورد في بي ان تلقت توجيهات من السلطات الروسية للانضمام إلى سجل برعاية الدولة من المواقع المحظورة، والتي من شأنها أن تمنع مستخدمي نورد الروس من التحايل على الرقابة الحكومية الروسية على الإنترنت. ومُنح نورد في بي ان شهرًا واحدًا للامتثال للمطالب الروسية والا سيتم حجب الخدمة من قبل السلطات هناك.[5] رفض نورد في بي ان الامتثال للسلطات الروسية وأغلق خوادمه هناك في الأول من نيسان ونتيجة لذلك، لا يزال تطبيق نورد يعمل في روسيا، لكن مستخدميه الروس لا يستطيعون الوصول إلى الخوادم المحلية في بلدهم.[6]

- في أيلول من عام 2019، أعلنت نورد في بي ان عن حل لخدمة الشبكات الخاصة الافتراضية لقطاع الأعمال، وأطلقت عليها اسم «فُرَقاء نورد في بي» (بالانكليزية NordVPN Teams) والتي تستهدف الأعمال الصغيرة ومتوسطة الحجم والموظفون عن بعد والفريلانسرز ممن يحتاجون الوصول إلى شبكاتهم بطريقة آمنة.[7]

## الميزات
يقوم تطبيق نورد في بي ان بتوجيه حركة مرور جميع المستخدمين عبر الإنترنت من خلال خادم تديره الشركة عن بعد، متيحة إخفاء بروتوكول الإنترنت الخاص بهم وتشفير جميع البيانات الواردة والصادرة. وتستخدم تقنيات أوبن في بي إن وInternet Key Exchange v2/IPsec للتشفير في تطبيقاتها. يوفر نورد في بي ان خوادم لأغراض محددة إلى جانب خوادم الشبكة الافتراضية ذات الاستخدام العام، بما في ذلك مشاركة خاصية الند للند (بالانكليزية P2P)، والتشفير المزدوج، والاتصال بشبكة تور لاخفاء الهوية.
يوفر ايضاً تطبيقات لسطح المكتب بمختلف أنظمة التشغيل ويندوز وماك او اس ولينكس، بالإضافة إلى تطبيقات الأجهزة المحمولة لنظامي أندرويد وآي أو إس وأندرويد تي في. يمكن للمشتركين أيضًا الوصول إلى إضافات البروكسي المشفرة لمتصفحي غوغل كروم وفاير فوكس.
في تشرين الثاني من عام 2018، ادعت نورد في بي ان أن سياستها المتعلقة بعدم حفظ تسجيلات المستخدمين (بالانكليزية No-logs policy) قد تم التحقق منها من خلال مراجعة من قبل برايس ووتر هاوس كوبرز الشهيرة.
في تموز عام 2019، أطلقت نورد في بي ان تطبيق نورد لينكس (بالانكليزية NordLynx) وهي خدمة شبكة افتراضية جديدة تعتمد على بروتوكول وايرجارد التجريبي، والذي يهدف إلى أداء أفضل من بروتوكولي نفق حزمة بروتوكول الإنترنت الأمنية وبروتوكول نفقي. نورد لننكس متاح لمستخدمي لينكس، ووفقًا للاختبارات التي أجرتها مجلة الـوايرد يوكاي (بالانكليزية Wired UK)، فانه يقوم بإنتاج «زيادة في السرعة بمئات الميغابايت في ثانية في بعض الظروف».
في عام 2017، أطلقت نورد في بي ان خاصية «الخوادم مبهمة» التي تمكن المستخدمين من استعمال الفي بي ان تحت قيود و رقابة الإنترنت الشديدة التي تفرضها بعض الدول، حيث تسمح هذه الخوادم بالاستفادة من خدمات الفي بي ان في بلدان مثل إيران وروسيا والمملكة العربية السعودية والصين. على الرغم من أن الحكومة الصينية تحاول تقييد الاتصالات المشفرة لسنوات، إلا أن ملايين الأشخاص ما زالوا يعتمدون على خدمات الفي بي ان المختلفة لتجاوز نظام الرقابة الصيني، المعروف باسم جدار النار العظيم وكذلك الحال في العديد من الدول الأخرى.
في تشرين الأول عام 2019 وبعد أن أصدرت حكومة هونغ كونغ قانونًا لمكافحة القناع (anti-mask law) ردًا على الاحتجاجات الشعبية ضد النفوذ المتزايد للصين في شؤون المدينة، قامت شبكة LIHKG المنصة الإلكترونية للمتظاهرين بحث الناس على استعمال الشبكات الخاصة الافتراضية لتجاوز عمليات قطع الإنترنت وحجب المواقع المفروض من قبل السلطات. عندها وفي 7 أكتوبر، أصبح نورد في بي ان خامس أكثر تطبيقات الهواتف المحمولة تنزيلًا في هونغ كونغ.